# Paddington (Film)

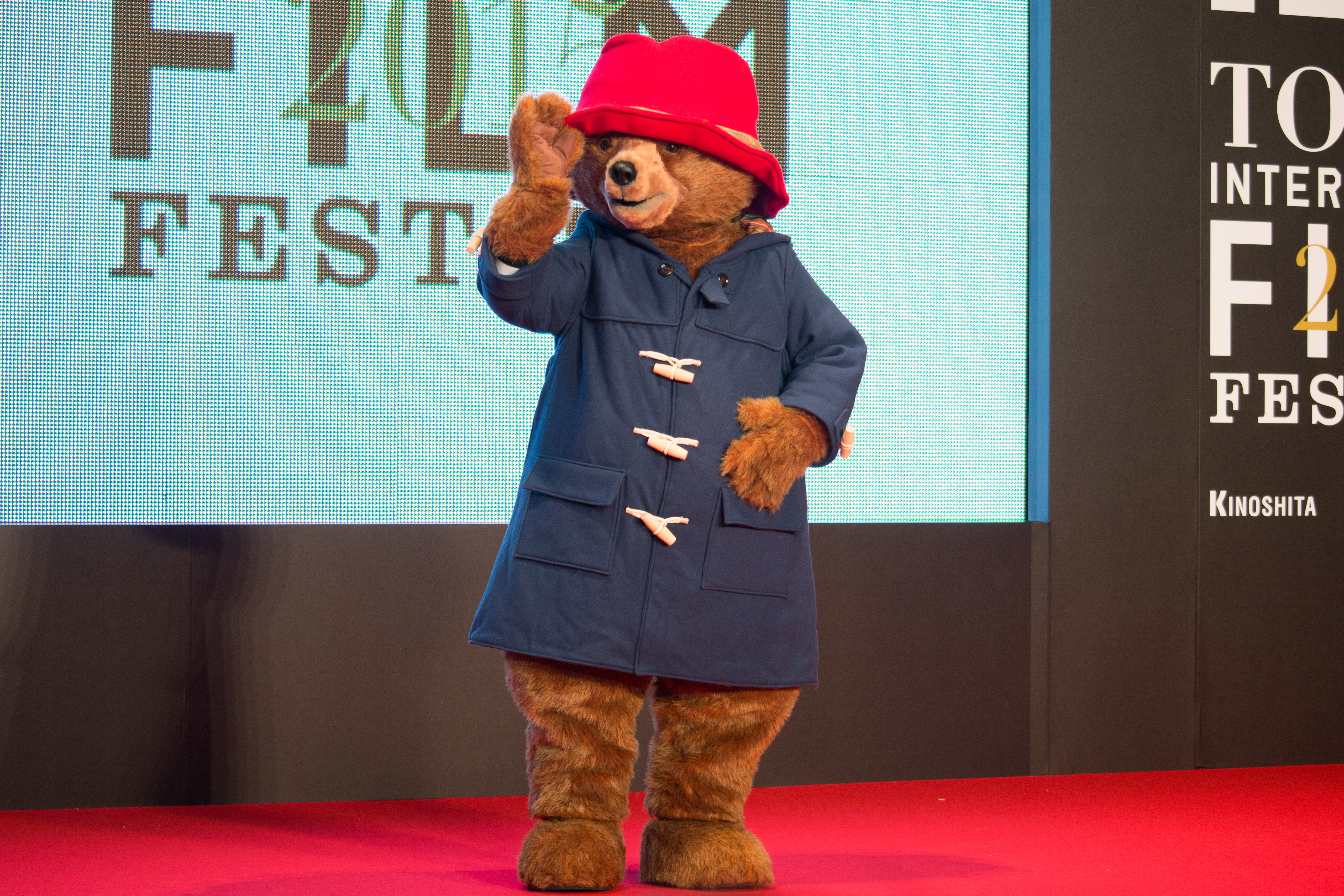
Paddington beim Tokyo International Film Festival 2015

Paddington ist eine britisch-französische Filmkomödie aus dem Jahr 2014. Titelfigur ist der sprechende Bär Paddington, der aus seiner Heimat Peru nach London reist. Die Verfilmung ist eine Kombination aus Realfilm und Computeranimation und basiert auf der gleichnamigen Kinderbuchreihe des Engländers Michael Bond. 
Paul King schrieb das Drehbuch und führte Regie.

## Handlung
Ein junger Bär, dessen Eltern gestorben sind, lebt bei seiner Tante Lucy und seinem Onkel Pastuzo im peruanischen Urwald. Alle drei können sprechen und leben auf menschenähnliche Weise. Seit Lucy und Pastuzo sich vor vielen Jahren mit einem englischen Forscher angefreundet haben, schwärmen sie von England und ernähren sich am liebsten von Orangenmarmelade.
Nachdem ein Erdbeben ihre Behausung zerstört und Pastuzo das Leben gekostet hat, schmuggelt Lucy den jungen Bären auf ein Frachtschiff, das nach Großbritannien fährt, hängt ihm ein Schild „Bitte kümmern Sie sich um diesen Bären. Dankeschön“ um den Hals wie einem landverschickten Kind und zieht selbst in ein Seniorenheim.
Der kleine Bär gelangt nach London zum Bahnhof Paddington, wo er schnell feststellt, dass ihn in der lauten, geschäftigen Metropole niemand wahrzunehmen scheint. Er möchte den Forscher aufsuchen, mit dem seine Pflegeeltern befreundet waren und der ihnen versprochen hatte, in London seien sie immer willkommen. Allerdings kennt er dessen Namen nicht und weiß nicht, wo er anfangen soll. Schließlich hat er das Glück, von der Familie Brown gefunden und aufgenommen zu werden, die ihn nach seinem Fundort „Paddington“ nennt. In der Familie löst seine Anwesenheit einige Konflikte aus: Der Vater, beruflich Risikoanalyst, sieht in ihm vor allem eine Gefahr und will ihn den Behörden übergeben. Die Mutter folgt ihrem Beschützerinstinkt und will dem Bären helfen. Die pubertierende Tochter findet ihn zunächst hochpeinlich, doch nachdem Paddington einen Taschendieb gestellt hat und bekannt wird, gewinnt sie ihn ebenso lieb wie ihr jüngerer Bruder von Anfang an.
Als ein der Mutter bekannter Antiquitätenhändler Paddingtons roten Hut – ein geerbtes Geschenk des Forschers – als eine Sonderanfertigung für die Geographische Gesellschaft erkennt, haben sie eine Spur. Durch einen Trick erfahren sie von der Gesellschaft den Namen „Montgomery Clyde“, doch dessen Peru-Expedition wird dort geheim gehalten.
Die Tierpräparatorin Millicent Clyde, die Tochter des längst verstorbenen Forschers, erfährt von Paddingtons Anwesenheit und verfolgt ihn erbarmungslos. Ihr Vater wurde einst aus der Gesellschaft verstoßen, weil er keinen der sprechenden Bären erlegt und zum Ausstopfen mitgebracht hatte, was als unwissenschaftlich galt. Millicent ist entschlossen, dies nachzuholen. Sie verschwört sich mit Mister Curry, einem misstrauischen Nachbarn der Browns. Ein erster Anschlag auf Paddington in der Wohnung scheitert, aber die dadurch erzeugte und schwer erklärbare Verwüstung bewegt die Browns dazu, den Bären abzuschieben.
Paddington verlässt die Familie und klappert alle im Telefonbuch gefundenen Adressen „M. Clyde“ ab. Dadurch fällt er in Millicents Hände. Zufällig erfährt Mister Curry, dass sie ihn nicht in einen Zoo bringen, sondern töten und ausstopfen will, und alarmiert die Browns. Die haben ihre Entscheidung längst bereut und können den schon betäubten und gefesselten Bären durch eine mutige Aktion retten, wobei der bislang überbesorgte Vater seine Abenteurerseite wiederentdeckt. Sie nehmen Paddington endgültig in ihre Familie auf.

## Produktion
Paddington wurde mit Hilfe der CGI-Technik und Animatronics ins Leben gerufen. 
Nick Urata komponierte die Musik für den Film. 
Mit einem Budget von geschätzt 50 bis 55 Millionen US-Dollar war er 2012 der teuerste Film, der bis dato von der französischen Produktionsfirma Studiocanal produziert wurde.
Der zur Zeit der Erstveröffentlichung 88 Jahre alte Michael Bond, Schöpfer der Paddington-Figur, ist im Film kurz als Statist zu sehen. Gedreht wurde der Film in London (u. a. 30 Chalcot Cres), Elstree, Hatfield House (UK) und Peru. Drehbeginn war der 23. September 2013.

## Besetzung und Synchronisation
Die deutsche Synchronisation entstand nach einem Dialogbuch von Martin Schmitz, der auch die Dialogregie führte, im Auftrag der Cinephon Filmproduktions GmbH in Berlin.
| Figur                            | Darsteller       | Deutscher Sprecher |
| -------------------------------- | ---------------- | ------------------ |
| Paddington                       | Ben Whishaw      | Elyas M’Barek      |
| Mr. Henry Brown                  | Hugh Bonneville  | Erich Räuker       |
| Mrs. Mary Brown                  | Sally Hawkins    | Tanja Geke         |
| Jonathan Brown                   | Samuel Joslin    |                    |
| Judy Brown                       | Madeleine Harris | Aliana Schmitz     |
| Millicent Clyde                  | Nicole Kidman    | Petra Barthel      |
| Mr. Gruber                       | Jim Broadbent    | Frank-Otto Schenk  |
| Mr. Curry                        | Peter Capaldi    | Tobias Lelle       |
| Mrs. Bird                        | Julie Walters    | Katharina Lopinski |
| Montgomery Clyde                 | Tim Downie       | Viktor Neumann     |
| Angel                            | George Newton    |                    |
| Joe, der Taxifahrer              | Matt Lucas       | Oliver Kalkofe     |
| Hundebesitzer                    | Iain Mitchell    | Sven Brieger       |
| Tony                             | Jude Wright      | Philip Süß         |
| Grant                            | Kayvan Novak     | Markus Pfeiffer    |
| Sicherheitsmann                  | Simon Farnaby    | Axel Malzacher     |
| Vorsitzender der Geographengilde | Geoffrey Palmer  | Reinhard Kuhnert   |
| Onkel Pastuzo                    | Michael Gambon   | Roland Hemmo       |
| Tante Lucy                       | Imelda Staunton  | Ulrike Johannson   |

## Buchvorlage
Der Film Paddington basiert auf einer Kinderbuchfigur von Michael Bond. Der braune Bär mit blauem Dufflecoat und rotem Hut wurde 1958 nach dem Bahnhof Paddington in London benannt. 
Die Buchreihe wurde weltweit in über 40 Sprachen übersetzt und mehr als 35 Millionen Mal verkauft.

## Rezeption
Von der Kritik wurde Paddington insgesamt sehr positiv aufgenommen. Rotten Tomatoes verzeichnete für den Film eine herausragende Bewertung von 98 Prozent,
Metacritic wies eine Durchschnittswertung von 77 von 100 Punkten aus.
Der film-dienst bezeichnete den Film als „einfallsreiche filmische Umsetzung, die kindgemäße Albernheit, hintergründigen Witz und detailverliebte Ausstattungsideen zu spannend-anrührender Familienunterhaltung verbindet“. Der Film sei „in den menschlichen Rollen vortrefflich besetzt“ und lebe „vor allem vom kongenial aus der Vorlage bewahrten Charme der hervorragend animierten Titelfigur“.

## Fortsetzung
- Paddington 2 kam am 23. November 2017 mit weitgehend gleicher Besetzung als Synchronfassung in die deutschen Kinos.
- Paddington in Peru kam am 30. Januar 2025 in die deutschen Kinos.